# Maria Magdalena Rückert
Maria Magdalena Rückert, vor 1996 Maria Magdalena Meyer Gebel, auch Maria-Magdalena Rückert (* 1960) ist eine deutsche Historikerin.

## Leben und Werk
Von 1979 bis 1986 studierte sie Geschichte, Romanistik und Anglistik an den Universitäten Bonn und Paris IV. Nach der Promotion 1990 in Bonn ist sie seit 1991 im staatlichen Archivdienst (Geheimes Staatsarchiv Preußischer Kulturbesitz in Berlin, Staatsarchiv Ludwigsburg, Abt. 2 des Landesarchivs Baden-Württemberg), seit 2010 Referatsleiterin im Staatsarchiv Ludwigsburg. Seit 2000 hatte sie einen Lehrauftrag für mittelalterliche Geschichte an der Universität Mannheim, seit 2002 Ordentliches Mitglied der Kommission für geschichtliche Landeskunde in Baden-Württemberg. Seit 2012 lehrt sie als Honorarprofessorin am Historischen Institut der Universität Mannheim. Ihre Forschungsschwerpunkte sind im Bereich der mittelalterlichen Kirchengeschichte, u. a. Bearbeitung von Kloster Schöntal für die Germania Sacra, Göttingen.

## Schriften (Auswahl)
- Bischofsabsetzungen in der deutschen Reichskirche vom Wormser Konkordat (1122) bis zum Ausbruch des Alexandrinischen Schismas (1159) (= Bonner historische Forschungen. Band 55). Schmitt, Siegburg 1992, ISBN 3-87710-202-6 (zugleich Dissertation, Bonn 1990).
- mit Martin Burkhardt und Birgit Schäfer: Archiv der Freiherren von Liebenstein Jebenhausen (= Inventare der nichtstaatlichen Archive in Baden-Württemberg. Band 28). Kohlhammer, Stuttgart 2001, ISBN 3-17-016386-8.
- mit Reiner Ziegler: Archiv der Freiherren von Stetten. Akten und Amtsbücher (1340–) 1498–1919 (–1930) (= Inventare der nichtstaatlichen Archive in Baden-Württemberg. Band 29,2). Kohlhammer, Stuttgart 2002, ISBN 3-17-016396-5.
- (Hrsg.): Das „virtuelle Archiv des Deutschen Ordens“. Beiträge einer internationalen Tagung im Staatsarchiv Ludwigsburg am 11. und 12. April 2013. Kohlhammer, Stuttgart 2014, ISBN 3-17-024674-7.